# .aw
.aw — в Інтернеті, національний домен верхнього рівня (ccTLD) для Аруби.